# Limnephilus obsoletus
Limnephilus obsoletus är en nattsländeart som beskrevs av Jules Pièrre Rambur 1842. Limnephilus obsoletus ingår i släktet Limnephilus och familjen husmasknattsländor. Inga underarter finns listade i Catalogue of Life.